# Île d'Ortygie
L'île d'Ortygie (en italien Ortigia) est une petite île sur laquelle se trouve le centre historique de Syracuse, en Sicile. Elle est séparée du reste de la ville par un étroit canal appelé la Darsena, c'est-à-dire « darse » en italien.

Ortygie depuis le point de vue Enzo Maiorca sur sa pointe sud, 2017.

## Mythologie
Dans la mythologie grecque, c'est sur l'îlot d'Ortygie que la nymphe Aréthuse vient se réfugier et se change en source après avoir été poursuivie par le dieu-fleuve Alphée qui en était amoureux.

## Histoire
Son nom signifierait « île aux Cailles ». Délos portait le même nom.
L'île est occupée depuis la Préhistoire. Elle est le lieu de fondation de la colonie par les Corinthiens menés par Archias en -734. Les principaux sanctuaires de la ville, dont un sanctuaire d'Athéna aux VIIe / VIe siècles av. J.-C.  y furent construits, sur l'emplacement desquels fut par la suite édifiée une cathédrale.
Le tyran Denys l'Ancien, au pouvoir de 405 à 367 av. J.-C., y établit son château où il s'enferme de peur d'être assassiné. Sa citadelle est démantelée par Timoléon (344-337). 
Dans la via XX Settembre, on peut voir les bases de deux tours quadrangulaires larges de 8 mètres. Ce sont les restes de la porte Urbica construite sous Denys l'Ancien (fin Ve siècle av. J.-C.), faisant partie des murailles d’une longueur de 30 km qui depuis Ortygie entouraient un vaste territoire jusqu’au château d'Euryale.
Le château Maniace est construit à l'extrémité de l'île au XIIIe siècle.

## Lieux et monuments
- Temple d'Apollon[4]
- Piazza Archimede et via Roma[4]
  - Palais Benventano del Bosco
  - Palais du Sénat
  - Fontaine de Diane
- Palazzo del Vermexio
- Palazzo Montalto
- Piazza del Duomo[4]
  - Cathédrale
  - Palais des Archevêques
- Porta Urbica
- Fontaine Aréthuse[4]
- Teatro Comunale
- Églises
  - Chiesa di Santa Lucia alla Badia
  - Chiesa di San Martino
  - Chiesa dello Spirito Santo
  - Chiesa di San Giovanni Battista
  - Chiesa di San Filippo Apostolo